# Cudowne Mosty

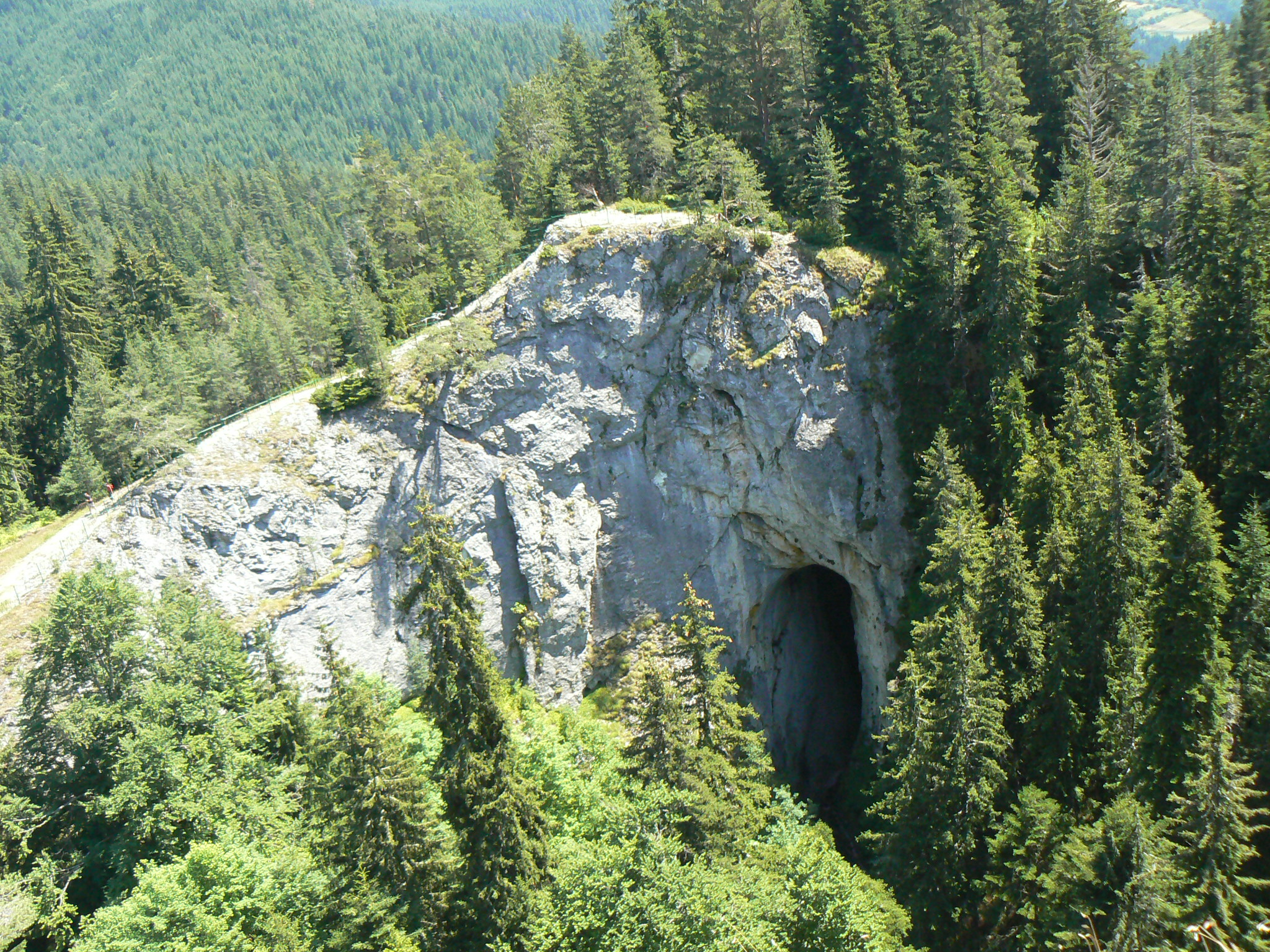
Małkija Most

Cudowne Mosty, Skalne Mosty, w przeszłości Erkjuprija (bułg. Чудните мостове, tłum. też jako Piękne Mosty, Magiczne Mosty, Mistyczne Mosty, Скалните мостове, Еркюприя) – skalny fenomen oraz pomnik przyrody położony w krasowej dolinie rzeki Erkjuprii w Rodopach Zachodnich na wysokości 1450 m n.p.m., u podnóża piramidalnego szczytu Golam Persenk w Bułgarii.
Mosty powstały w wyniku działalności erozji wodnej dawnej rzeki, która wyrzeźbiła pęknięcia w marmurze, tworząc głębokie jaskinie wodne. W rezultacie pozostały dwa marmurowe mosty. Wielki Most (bułg. Големия мост) ma 15 m szerokości i prawie 100 m długości. Małkija Most (bułg. Малкия мост) znajduje się w odległości 200 metrów, wzdłuż rzeki, od Golemija Most. Ma 60 m długości i 50 m wysokości. Po nim znajduje się skromniejszy trzeci most, który jest ponorem, gdzie uchodzą wody Erkjuprii, by wydostać się na powierzchnię 3 km dalej.
Miejsce wokół Cudownych mostów jest porośnięte starymi lasami iglastymi, składającymi się głównie ze świerków. W pobliżu znajdują się liczne jaskinie, które jednak nie zostały dostosowe dla turystów i nie nadają się do zwiedzania ze względu na brak oświetlenia i środków bezpieczeństwa. Niedaleko znajdują się również schroniska turystyczne: „Czudnite mostowe” oraz „Skałnite mostowe”.
Cudowne Mosty są wpisane w listę 100 obiektów turystycznych Bułgarii.